# Палата Хемптон Корт
Хемптон Корт палата (енгл. Hampton Court Palace) је некадашња краљевска палата у лондонској општини Ричмонд на Темзи. Налази се на самој периферији Лондона, недалеко од обале Темзе. Позната је и по својим величанственим баштама и лавиринту. Данас је отворена за јавност и једна је од највећих лондонских туристичких атракција.

## Историја
Почеци активности на имању данашње палате су везани за ред хоспиталаца. Међутим, Палата је почела да добија данашњи облик тек када је имање дошло у посед надбискупа Јорка, Томаса Вулсија. Он је 1515. почео изградњу палате по узору на кардиналске палате у Италији. Иницијално замисао је била да палата има строгу ренесансну геометрију са правоугаоном симетријом. Изградња првобитне палате трајала је 7 година. Нова палата изграђена у ренесансном стилу била је надбискупов дом до краја 1529.
Међутим палату је 1525. преузео тадашњи краљ Хенри VIII, који додаје Велику Дворану и Краљевске тениске терене. Палата добије претежно тјудорски изглед.
За време владавине Мери II и њеног мужа, већи део Хенријеве палате бива замењен, делом и под надзором најпознатијег британског архитекте тадашњице - Кристофера Рена. После смрти Мери II њен муж Вилијам губи интересовање за даље унапређење Палате, међутим, Вилијам је погинуо управо на имању Палате паднувши са коња. 
Од тада Палата бива у великој мери запуштена. Тек са владавином Џорџа II Палата бива поновно реновирана приликом чега је на кратко време била интензивно коришћена као што је то некад био случај. Ипак, Џорџ III и већина владара после њега је била далеко заинтересованија са друга лондонска краљевска имања, те је Палата поновно била запуштена.
Палата је отворена за јавност 1838. после обнове под владавином краљице Викторије. Последње велико реновирање палате је завршено 1995. а било је нужно због последица већег пожара у Краљевим одајама из 1986.
Палата, иако није најзначајнија од свих лондонских краљевских палата, имала је бурну историју. Џејмс I је 1604. у Палати водио преговоре са пуританцима чији је неуспех довео до стварања Џејмсове верзије Библије. За време Грађанског рата, Чарлс I је 1647. доведен у Палату и заточен од стране побуњеника. Побегао је након 3 месеца заточеништва. 
Постоје непотврђене гласине да је палата дом духа краљице Џејн, мајке Едварда VI која је умрла у палати после порођаја. Постоје и шпекулације да је дух заправо краљица Катарина која је у Палати ухапшена. 2003. године појавио се снимак камера за присмотру на којима је била снимљена фигура у дугом капуту која затвара једна врата у делу који је затворен за јавност. Испоставило се да је то ипак био један од запослених.

## Палата данас
Палата је данас веома популарно туристичко одредиште. Највећи део је отворен за јавност, укључујући и Краљичине одаје. Палата је делимично претворена и у музеј који осликава њену прошлост и прошлост Британије под Тјудорима уопште.
Баште су посебно интересантне. Постоје на имању преко 500 година. Укључују и велики средишњи канал који је спојен са Темзом. Протежу се на 60 јутара земље и дом су великом шаренилу биљних врста. У Палати се налази и поменути лавиринт од живице. Некада је био далеко већи. Лавиринт је релативно једноставан и има тек три места на којима се посетилац може изгубити.
Палата је и место одржавања годишње изложбе цвећа. Отворена је и за значајније конференције.

## Летње олимпијске игре 2012.
Током Летњих олимпијских игара 2012. испред палате Хемптон била је стартна позиција за такмичења у друмском бициклизму у трци на хронометар.